# Marten Orges
Marten Orges (ong. 1560 – Beekbergen, 9 september 1626) was een Nederlandse papiermaker die op de Veluwe woonde en in Beekbergen overleden en begraven is. Zijn herkomst is onzeker. Uit zijn grafschrift in de Hervormde kerk in Beekbergen: 'Anno 1626 den 9 september is inde Here Gherust Meister Marten Orges den Olsten Pappyere Maecker Ghewest in Gelderlandt' blijkt dat hij de eerste papiermaker in Gelderland geweest zou zijn. 
Zijn vrouw heette Geertje Dirx Schut(ten), overleden 1638. Zij pachtten in 1601 een molen (de Tullekensmolen) in Beekbergen en hadden drie zoons, waarvan één uit een eerder huwelijk van Geertje. Hun zoon Daniël overleed in 1636 aan de pest. Zoon Pouwel Martens was papiermaker te Ugchelen.
Op de plaats van een van de papiermolens van Marten Orges bevindt zich nu de korenmolen De Ruitersmolen, waar nog regelmatig demonstraties papier maken worden gegeven.